# صلاح يحيى
صلاح يحيى (27 ديسمبر 1940 - 28 فبراير 1994) هو ممثل مصري.

## حياته ونشأته
ولد صلاح الدين يحيى عبدالكريم في قرية أبو هور أحد قرى محافظة أسوان جنوب مصر يوم 27 ديسمبر 1931، وكان والداه موظفاً في المعمل الحكومي لشركة السويس لتصنيع البترول الحالية، وكان واحداً من الذين أسهموا في إنشاء نقابة عمال البترول في مصر .
نشأ صلاح في حي الغريب الشعبي وسط أرباب الحرف والتجار، وفي صغره أرسله والداه إلي كتاب الحي الملحق بسيدى الغريب، استطاع صلاح تعلم النحو والصرف وأجاد اللغة العربية وهو في السادسة من عمره، وواصل تعليمه الابتدائي، من المرحلة الإعدادية بمدرسة السويس الإعدادية القديمة، وقبل انتهاء الفصل الدراسي الثالث توفت والدته فأخرجه والداه من المدرسة.
ترك المدرسة واضطر أبيه أن يأخذه إلي الشركة ليعاونه في العمل وعين في نفس الشركة.
بدأ صلاح حياته العملية موظفاً في قطاع البترول ولكن حبه للتمثيل جعله يتردد على المسرح في السويس، أنضم إلي فرقة «نادى بورسعيد البحري» وتتلمذ علي يد نخبة من رواد المسرح في السويس.

## مسيرته
عند إنشاء البيت الفني للمسرح سنة 1959 كان صلاح أول المنتمين إلي تشكيلة البيت الفني المسرحي، وأقام مع مجموعة من زملائه أبناء النوبة في شارع كلوت بيك بالقاهرة، وبدأ فرصته للحصول علي أدوار في المسارح التي تقدم الكوميديا تلك الفترة.
بدأت رحلته مع التمثيل متنقلاً بين العروض المسرحية الكلاسيكية، والأعمال التلفزيونية، وقد نجح في تقديم شخصية «البواب»، وكان نجاحه في هذا الدور عظيماً، تميز بخفة الظل ومازال الجميع يتذكر دوره في فيلم البيه البواب الذي قام ببطولته مع الفنان أحمد زكي، ورغم المشاهد القليلة التي ظهر فيها إلا أنه أكسب الفيلم جوا من البهجة والشهرة.
تنوعت عروضها الفنية المختلفة، سواء المسرح نتيجة مشاركاته السابقة مع فرقه نادى بورسعيد البحري في السويس. استقرت أحواله المالية خلال فترة قصيرة، عين في الهيئة العامة للمسرح والسينما والموسيقى والفنون الشعبية التي كانت مسئولة عن كل الإنتاج الثقافي في مصر .
دخل في منافسة مع الكثير من فنانين الكوميديا الكبار في مصر، خاصة خلال أدائه لشخصية النوبي، التي قدمه قدمها من قبله الفنان علي الكسار، وخاصة بعد مشاركته في المسلسل التليفزيوني عادات وتقاليد سنة 1966، وهو المسلسل التاريخي الذي استمر عرضه علي مدى 338 حلقة وقامت ببطولتة الفنانة عقيلة راتب .
ترك يحيى تراثاً فنياً ضخماً في تاريخ السينما المصرية والتليفزيون المصري والمسرح، بلغ إجمالي نشاطه الفني مائة وخمسة عملا فنياً، من أشهرها خلف أسوار الجامعة والحساب يا مدموزيل ولقاء مع الماضي والبيه البواب.
بالإضافة إلي فوازير فطوطه الشهيرة التي قدمها مع الفنان سمير غانم علي مدى موسمين تلفزيوني.

## أعماله[5]
اللص والثعلب
1995 - فيلم
جدعان الحلمية
1994 - فيلم
قضية الأستاذ مُنجد
1994 - فيلم
يا تحب.. يا تقب
1994 - فيلم
قهوجي الجامعة
الآنسة كاف
1993 - مسلسل
الثعلب
1993 - مسلسل
الرجالة في خطر
1993 - فيلم
عم لطفي
الصمت
1993 - مسلسل
درس العمر
1993 - مسلسل
دموع صاحبة الجلالة
1993 - مسلسل
عامل بالجريدة
قشتمر
1993 - مسلسل
الخطوة الدامية
1992 - فيلم
الطريق لمستشفى المجانين
1992 - فيلم
القضاء في الإسلام ج3
1992 - مسلسل
المشاغبون في البحرية
1992 - فيلم
زغلول - فراش معرض السيارات
الورطة اللذيذة
1992 - مسلسل
ذكريات وندم
1992 - فيلم
السفرجى
رأفت الهجان ج3
1992 - مسلسل
البواب
سفاح في مدرسة المراهقات
1992 - فيلم
سمارة الأمير
1992 - فيلم
غلط البنات
1992 - فيلم
فخ الجواسيس
1992 - فيلم
إبراهيم
ليالي الحلمية ج4
1992 - مسلسل
وكر الذئب /الشيطان اسمه سونة
1992 - فيلم
البريمو
1991 - مسلسل
الغشيم
1991 - فيلم
فارس - خادم مدحت
الكابتن وصل
1991 - فيلم
واوا زكي واوا
المطلقات والذئاب
1991 - فيلم
فراش المكتب
اليوم المشهود
1991 - فيلم
السفرجى
حصل ياسعادة البيه
1991 - فيلم
أرتوبللى - فراش المكتب
صائد الجبابرة
1991 - فيلم
الخادم عبدو
مجرم رغم أنفه
1991 - فيلم
ولكنّه الحبّ
1991 - مسلسل
الحب الحقيقي
1990 - فيلم
البواب
الذل
1990 - فيلم
طوابى البواب
الواد سيد النصاب
1990 - فيلم
انتبهوا أيها الأزواج
1990 - فيلم
الطباخ عبده
جواز عرفي
1990 - فيلم
محروس - البواب
خمس نجوم
1990 - مسرحية
سلم لي على سوسو
1990 - فيلم
الرجل اسفل برج القاهرة
مخلوق اسمه المرأة
1990 - مسلسل
مولد وصاحبه غايب
1990 - فيلم
البواب
الإرهاب
1989 - فيلم
عم عبدو البواب
الكداب وصاحبه
1989 - فيلم
امرأة مع الشيطان
1989 - فيلم
البواب
أنات حائرة
1989 - سهرة تليفزيونية
انتحار مدرس ثانوي
1989 - فيلم
ترويض الرجل
1989 - فيلم
مسعود البواب
حارة الحبايب
1989 - فيلم
عم نور - البواب
رجال في المصيدة
1989 - مسلسل
سكر بولاق
1989 - فيلم
عودة عمو فؤاد (عمو فؤاد راجع يا ولاد)
1989 - مسلسل - فوازير
أرباب سوابق
1988 - فيلم
قهوجي الشركة
الأب الثائر
1988 - فيلم
امرأة للأسف
1988 - فيلم
بطل من ورق
1988 - فيلم
عامل الكافتيريا
حالة تلبس
1988 - فيلم
رحلة المشاغبين
1988 - فيلم
ملف سامية شعراوي
1988 - فيلم
إشراقة أمل
1987 - فيلم
الاتهام
1987 - فيلم
البيه البواب
1987 - فيلم
الرجل الصعيدي
1987 - فيلم
امرأة من نار
1987 - فيلم
حكايات صغيرة
1987 - مسلسل
سكة الصابرين
1987 - مسلسل
عسل و سكر
1987 - مسرحية
فارس عصره وأوانه
1987 - مسلسل - اذاعي
أجراس الخطر
1986 - فيلم
الأفيال
1986 - مسلسل
القطار
1986 - فيلم
من ركاب القطار
أيام حلوة مرة
1986 - مسلسل
حب فوق السحاب
1986 - فيلم
على هامش المدينة
1986 - فيلم
مرارة الأيام
1986 - فيلم
ينابيع النهر
1986 - مسلسل
دهب
آباء وأبناء
1985 - فيلم
البيه صديقي
1985 - فيلم
الحلال يكسب
1985 - فيلم
صالح - السفرجى
الرحلة
1985 - مسلسل
السنيورة تكسب
1985 - مسرحية
رصاصة في القلب
1985 - مسلسل - اذاعي
مغامرات ميشو
1985 - مسلسل
مغاوري في الكلية
1985 - فيلم
إحنا بتوع الإسعاف
1984 - فيلم
الانتقام لرجب
1984 - فيلم
البواب
البرنس
1984 - فيلم
عثمان - والد البرنس
ألعاب ممنوعة
1984 - فيلم
مندوب شركة الموبيليا
إللي خد حاجة يرجعها
1984 - فيلم
مساعد المشعوذ
بيت القاصرات
1984 - فيلم
جابر البواب
حواديت زمان
1984 - مسلسل
درب اللبانة
1984 - فيلم
الفكهاني
سمورة والبنت القمورة
1984 - فيلم
فراش البنك
عشرة على باب الوزير
1984 - مسرحية
عصفور في القفص
1984 - مسلسل
عثمان
كله تمام
1984 - فيلم
السفرجى
محسبشي حسابه
1984 - فيلم
الاحتياط واجب
1983 - فيلم
بواب الفيللا
الجواز للجدعان
1983 - فيلم
البواب
خط عرض 43
1983 - مسلسل
دليل الاتهام
1983 - فيلم
رحلة عيون
1983 - فيلم
أبو سريع
شاطئ الحظ
1983 - فيلم
عم عثمان
عيون لا تعرف الدموع
1983 - مسلسل - سباعية
فطوطة: الأفلام
1983 - مسلسل - فوازير
مسعود سعيد ليه
1983 - فيلم
بحر
وداد الغازية
1983 - فيلم
سفرجي الأمير
القفل
1982 - فيلم
خمسة في الجحيم
1982 - فيلم
داليا المصرية
1982 - مسلسل
مخيمر دايما جاهز
1982 - فيلم
أمهات في المنفى
1981 - فيلم
أنا لا أكذب ولكني أتجمل
1981 - فيلم
خلف أسوار الجامعة
1981 - فيلم
بائع الروبابيكيا
سباق الثعالب
1981 - مسلسل
فتوات بولاق
1981 - فيلم
عيون
1980 - مسلسل
غداً سأنتقم
1980 - فيلم
ساعي الشركة
قانون الحب
1980 - مسرحية
زعتر
الأستاذ مزيكا
1978 - مسرحية
عبده - الخادم
صورة و30 فزورة
1978 - مسلسل - فوازير
لا شيء يهم
1977 - مسلسل
الحساب يا مدموازيل
1976 - فيلم
أبو سمرة - سائق الميكروباص
الحياة نغم
1976 - فيلم
شنكل
رعد السماء
1976 - مسلسل - اذاعي
الجبان والحب
1975 - فيلم
الخدعة الخفية
1975 - فيلم
البواب عثمان
النشالة والجاسوس
1975 - مسلسل - اذاعي
العنكبوت
1973 - مسلسل
العجلاتي
المرأة التي غلبت الشيطان
1973 - فيلم
ذئاب على الطريق
1972 - فيلم
نادل
رجل زائد عن الحاجة
1972 - فيلم
عادات وتقاليد
1972 - مسلسل
ملك اليانصيب
1972 - مسلسل
متاعب المهنة
1970 - مسلسل
ورد وشوك
1970 - فيلم
سعادة الفقراء
1969 - مسلسل
اسألوا الأستاذ شحاتة
1968 - مسلسل
ابراهيم البواب
أحلام رجل يموت بطيئا
0 - سهرة تليفزيونية
أغرب القضايا
0 - مسلسل - اذاعي
قضية برعي
الدائرة المغلقة
0 - سهرة تليفزيونية
الزنقة
0 - مسرحية
الضحك عالمكشوف
0 - مسرحية
المتشردة
0 - مسرحية
المتهم البريء
0 - سهرة تليفزيونية
حكاية أمام الكاميرا
0 - سهرة تليفزيونية
سيرك البلياتشو
0 - مسرحية
طالع نازل
0 - مسرحية
عالم كورة كورة كورة
0 - مسرحية
قاهر الظلام
0 - مسلسل - اذاعي
لعبة الحياة
0 - مسلسل - اذاعي
لعبة السعادة
0 - مسرحية
ماكانش ع البال
0 - مسرحية
مال اليتيم
0 - مسلسل - اذاعي
نصف شقة
0 - سهرة تليفزيونية
يا فرحة ما تمت
0 - مسلسل - اذاعي

## وفاته
توفي عن الثالثة والخمسين من العمر، بمستشفى القصر العيني يوم 28 فبراير سنة 1994، بعد معاناة طويلة مع المرض.